# Campo di internamento di Renicci

Immagine del campo alla fine del 1942

Il campo di internamento di Renicci (formalmente Campo di internamento fascista e badogliano n. 97) fu un campo di internamento situato in Italia presso Renicci, una località della frazione Motina, nel comune di Anghiari, in provincia di Arezzo.
Era destinato alla reclusione di civili jugoslavi, per lo più rastrellati dalle truppe italiane in Slovenia e in particolare nell'allora provincia di Lubiana e, dopo il 25 luglio 1943, anche di un centinaio di anarchici provenienti in massima parte da Ventotene e reduci dalla guerra di Spagna. Il regime di Badoglio aveva fatto propria in tutto e per tutto la categoria fascista di "nemico anti-italiano", ponendosi in lineare continuità sia rispetto al razzismo anti-slavo, sia nelle persecuzioni verso gli antifascisti più combattivi. Con la fuga in massa dei prigionieri il 14 settembre 1943, in coincidenza con l'arrivo delle truppe tedesche, cessa l'attività del campo.

## Storia
Le prime deportazioni a Renicci sono datate 10 ottobre 1942, mentre a dicembre i prigionieri sono già oltre 3.800. Si stima che in undici mesi di attività (dall'ottobre 1942 al settembre 1943) il campo abbia ospitato circa diecimila prigionieri, 159 dei quali persero la vita a causa delle proibitive condizioni di detenzione. I resti della maggior parte delle vittime sono conservati presso il Sacrario degli Slavi situato all'interno del cimitero di Sansepolcro.
Tra il luglio e l'agosto del 1943, con la caduta del fascismo e in coincidenza con l'arrivo a Renicci di centinaia di confinati politici trasferiti da Ustica, Ventotene e Ponza, si diffondono all'interno del campo scioperi, proteste e deportazioni. Iniziano anche le diserzioni dei soldati di guardia che, dopo l'8 settembre, temono l'arrivo dei tedeschi. Il 14 settembre 1943 i prigionieri, senza più sorveglianza, fuggono disperdendosi nelle zone circostanti, quasi tutti unendosi alle formazioni partigiane attive nell'Appennino Tosco-Romagnolo e Marchigiano.
Fra i caduti combattendo assieme ai partigiani le fonti citano Anton Firman, caduto a Villa Santinelli il 27 marzo 1943, Valentino Marinko e Dušan Bordon, morti in uno scontro a fuoco a Caprese Michelangelo il 13 aprile, Luka Pelovič, fucilato a Caprese il 28 aprile, Stefano Recek, fucilato durante la strage di San Polo il 14 luglio e Carlo Zimperman, ucciso dai tedeschi a Ponte alla Piera il 16 luglio. Non è chiara invece la sorte di Jose Skuli e Alois Bukovac.

## Il parco della memoria
Dopo diversi anni di oblio, nel 2009 all'interno dell'area del campo di concentramento di Renicci è stato realizzato un  parco della memoria  che ospita ogni anno le celebrazioni legate alla Giornata della Memoria.